# 聖瑪麗勒波教堂
聖瑪麗勒波教堂（英語：St Mary-le-Bow）是位於英國倫敦市的教堂，在能聽見聖瑪麗勒波教堂鐘聲的範圍內出生的人常被定義為標準考克尼方言的使用者。據考古學證據顯示，教堂在薩克遜時期就已經存在，不過在11世紀時被毀。之後在諾曼時期得到重建。二戰期間，教堂被德國轟炸，在戰後得到重建。今日的聖瑪麗勒波教堂仍然是倫敦市重要的教堂。這座建築是英國的I級登錄建築。

## 歷史
1091年10月17日受到倫敦龍捲風襲擊後損毀嚴重。

## 外部連結
官方网站（英文）